# 野島 (越谷市)
野島（のじま）は、埼玉県越谷市の大字。郵便番号は343-0801。

## 地理
埼玉県の東部地域で、越谷市の西部に位置する。北部境界を元荒川が流れる。また、中央部を東西に末田用水が流れる。北部は畑、南部は耕地整理された水田などの農地である。民家などの集落は末田用水より北側で見られる。

## 歴史
かつては野島村だった。
- 1889年（明治22年）4月1日 - 町村制施行により、南荻島村、小曽川村、野島村、砂原村、北後谷村、西新井村、長島村が合併し、南埼玉郡荻島村の大字野島となる。
- 1954年（昭和29年）11月3日 - 南埼玉郡越ヶ谷町、大沢町、新方村、桜井村、大袋村、出羽村、蒲生村、大相模村、増林村と合併し越谷町の大字となる。
- 1958年（昭和33年）11月3日 - 越谷町が市制施行し越谷市の大字となる。
- 1979年（昭和54年）4月10日 - 地内に埼玉県立越谷西高等学校が創立される。

## 世帯数と人口
2023年（令和5年）1月1日現在の世帯数と人口は以下の通りである。
| 大字 | 世帯数  | 人口  |
| ---- | ------- | ----- |
| 野島 | 150世帯 | 321人 |

## 小・中学校の学区
市立小・中学校に通う場合、学区は以下の通りとなる。
| 番地 | 小学校             | 中学校           |
| ---- | ------------------ | ---------------- |
| 全域 | 越谷市立荻島小学校 | 越谷市立西中学校 |

## 交通

### 鉄道
地域内に鉄道は敷設されていない。最寄り駅は東武伊勢崎線大袋駅もしくは埼玉高速鉄道浦和美園駅となっている。

### 道路
- 埼玉県道48号越谷岩槻線

## 施設
- 埼玉県立越谷西高等学校
- 野島会館
- 曹洞宗浄山寺
- 久伊豆神社